# Retable majeur de la cathédrale de Séville
Le retable majeur de la cathédrale de Séville est une œuvre d'art de dimensions exceptionnelles située au centre de l'édifice, au fond de la chapelle principale.
Il a été conçu par le sculpteur flamand Pierre Dancart (es) en 1482, et est considéré comme le plus grand et somptueux des retables de toute la chrétienté. Il a été réalisé en plus de 80 ans et a été achevé en 1564. Cette réalisation a nécessité la collaboration successive de plusieurs sculpteurs espagnols et étrangers qui ont continué le travail de Dancart, parmi lesquels Pedro Millán, Jorge Fernández Alemán, Roque Balduque, Juan Bautista Vázquez le Vieux et Pedro de Heredia.

## Situation
Le retable occupe toute la hauteur du mur oriental de la chapelle centrale (Capilla Mayor) de la cathédrale et est visible depuis la croisée du transept mais non depuis la nef principale du fait de la présence du chœur clôturé qui, comme souvent en Espagne, en rompt la perspective (seule la partie supérieure peut en être aperçue, de loin).

## Historique et description générale

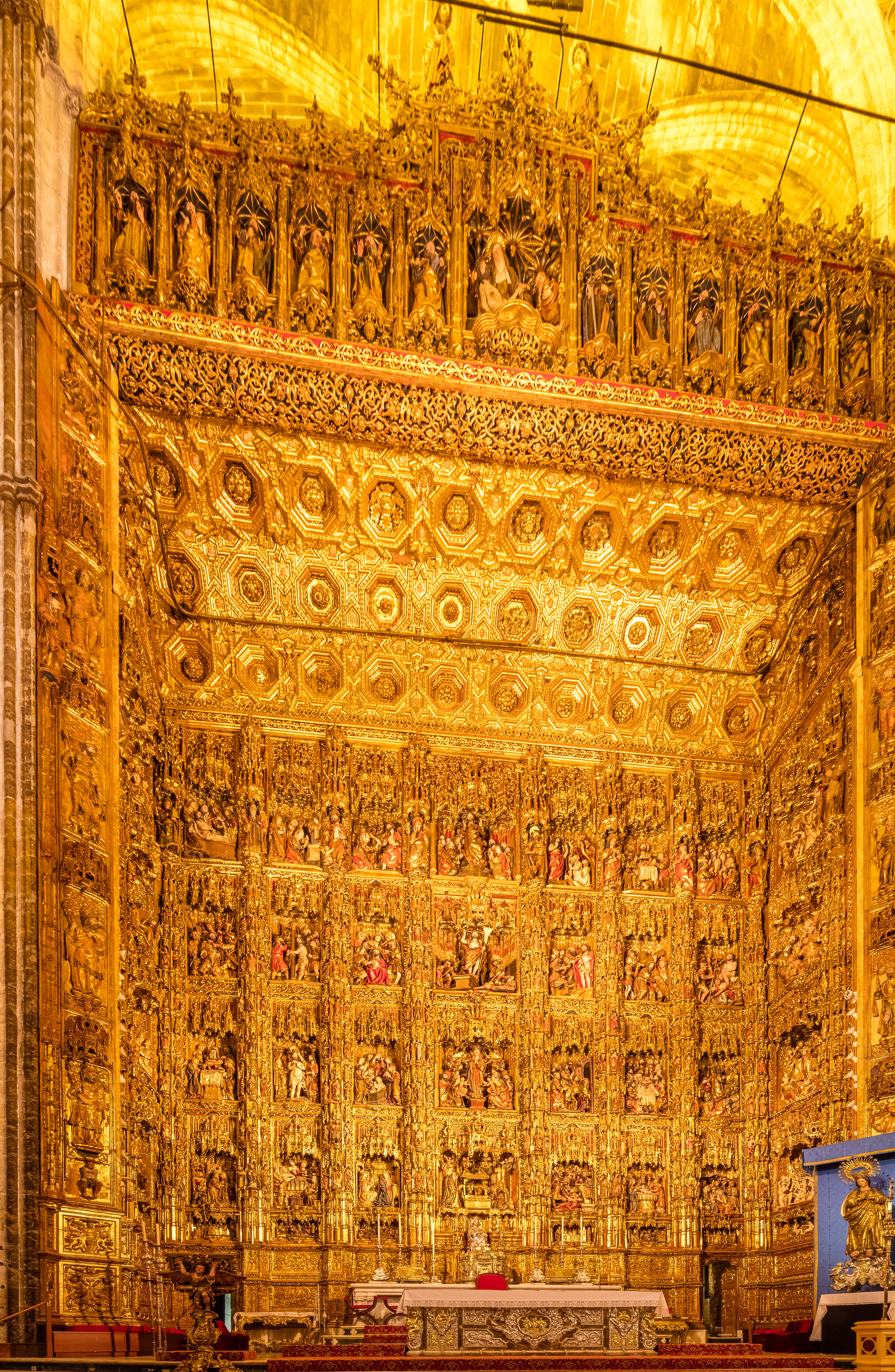
Retable majeur de la Cathédrale de Séville.

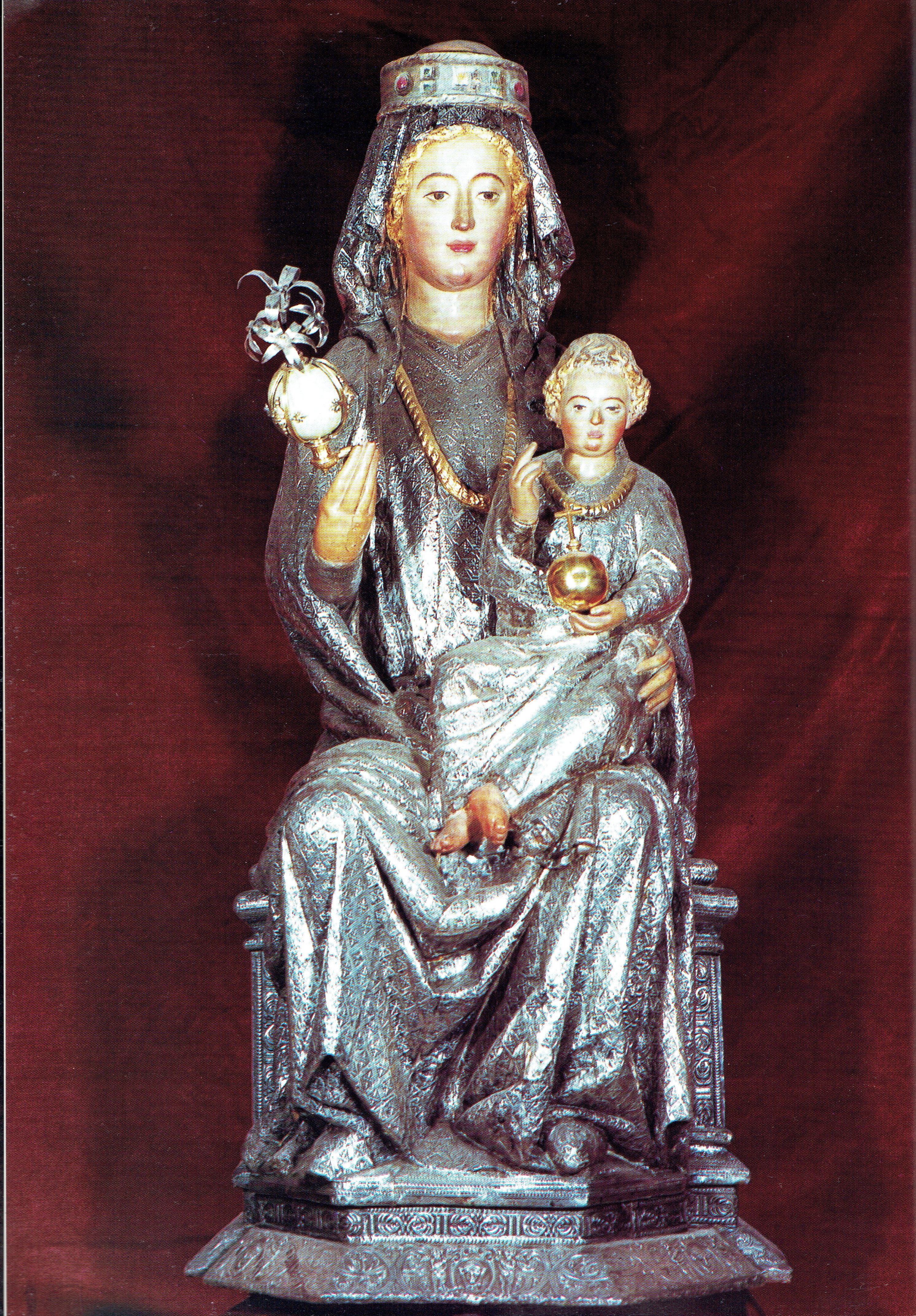
Statue de la Virgen de la Sede.

Dancart ou Danchart a conçu le projet du retable en 1482 et a travaillé personnellement à sa réalisation jusqu'en 1492, date probable de sa mort. Le travail a été poursuivi par les maîtres artisans Marco et Bernardo de Ortega, qui ont œuvré jusqu'en 1505 et sont parvenus jusqu'à la poutre ou auvent supérieur. En 1509 leur a succédé Francisco de Ortega, fils de Bernardo, qui à son tour a été le maître de Bernardino et Nufrio de Ortega, qui l'ont assisté. Au début du XVIe siècle le dénommé Micer Domingo (Domenico Alexandro) a réalisé de nombreuses sculptures. La décoration sculptée a été terminée en 1526 par Jorge Fernández Alemán, qui auparavant résidait à Cordoue. Les dorures et les peintures sur dorure (estofado) ont été réalisées par Alexo Fernández, aidé de son frère, et par Andrés de Covarrubias.
Le projet primitif de Pierre Dancart (es) était un retable de 20 mètres de hauteur sur 18 de large, divisé en sept rangées verticales, la rangée centrale étant d'une largeur double, 4 étages en hauteur (soit un ensemble de 28 tableaux sculptés) et un ensemble de panneaux en bas-relief formant comme un soubassement dans la partie inférieure, au total cette partie initiale comprend donc 28 scènes de la vie de Jésus-Christ et la Vierge Marie.
En 1550 le conseil municipal a décidé d'ajouter un volet latéral en angle droit de chaque côté de la partie centrale, chacun avec deux rangées verticales de tableaux sculptés supplémentaires. Cet agrandissement a fait ajouter 16 nouveaux tableaux en relief représentant des scènes de l'Ancien et du Nouveau Testaments, portant leur nombre total à 44.
Cette deuxième phase de travaux a débuté en 1550 et a été terminée en 1564. En 1551 y ont participé Roque Balduque, Pedro Becerril, Juan de Villalba et Diego Velázquez (à ne pas  confondre avec le célèbre peintre du XVIIe siècle). En 1552 y a participé Pedro Bernal. En 1553 il a été fait appel à Juan Reclid et à Luis del Águila, qui résidaient à Jaén, pour terminer ce que les maîtres précédents avaient commencé. En 1554 ont encore participé à ce travail Pedro de Heredia, Juan López, Andrés López del Castillo. Puis en 1555 les fils d'Andrés López del Castillo : Nufrio de Ortega et Juan de Palencia. En 1561 y a travaillé Juan Bautista Vázquez. Quelques-uns des maîtres ci-dessus mentionnés ont collaboré dans d'autres occasions jusqu'en 1564.
L'ensemble se complète d'une sorte d'auvent à la manière d'un plafond à caissons ; en son centre se trouve une piétà entourée par les représentations des apôtres. Enfin, au sommet du retable  monumental est placé un crucifix datant du XIVe siècle, connu comme le "Christ du Million". Dans la partie inférieure du retable, au centre du soubassement, est placée l'ancienne statue de la Virgen de la Sede, du XIIIe siècle, qui donne son nom au temple.
En dessous de cette dernière se trouve un tabernacle d'argent. Ce tabernacle a été réalisé par Francisco de Alfaro en 1593. C'est un récipient de forme semi-elliptique avec plusieurs bas-reliefs de figures de prophètes en bas et d'anges en haut.

Selon l'historien de l'art José Gestoso y Pérez, 

« L'esprit s'abîme à considérer le prodigieux étalage de travail et d'inventivité que représente ce véritable monde de l'art, ses proportions colossales, l'élégance et la délicatesse de sa taille, les infinis détails qui l'enrichissent, qui échappent au regard le plus perçant et le goût exquis qui se  
révèle dans toute l'œuvre, produisant un réel émerveillement. »

La chapelle où se trouve le retable est fermée par une grande grille en fer forgé et doré offerte par l'archevêque Diego de Deza. Elle a été réalisée dans la première moitié du XVIe siècle. Cette grille est la principale œuvre du moine Francisco de Salamanque, un religieux dominicain. Il l'a faite avec l'aide de son collègue Juan de Yepes et de son apprenti Antonio de Palencia. Cette grille se compose de trois parties. La partie inférieure a six colonnes corinthiennes. Dans les intercolonnes, il y a des moulures ornementales et un cercle central avec le visage de Jésus. La partie médiane a six colonnes plus stylisées, sur lesquelles il y a une frise de cercles avec des personnages bibliques. Au dessus de cette partie, figure une représentation de la Mise au tombeau.
Sur les deux côtés de la chapelle, la grille se poursuit par des panneaux du XVIe siècle. Un forgeron venu de Cuenca, Sancho Muñoz, les a conçus et il a commencé à les fabriquer en collaboration avec Juan de Yepes en 1518. Ils ont été terminés par Diego de Idobro en 1523. Ils sont en deux parties avec des pilastres, séparés par des motifs ornementaux.

## Structure du retable

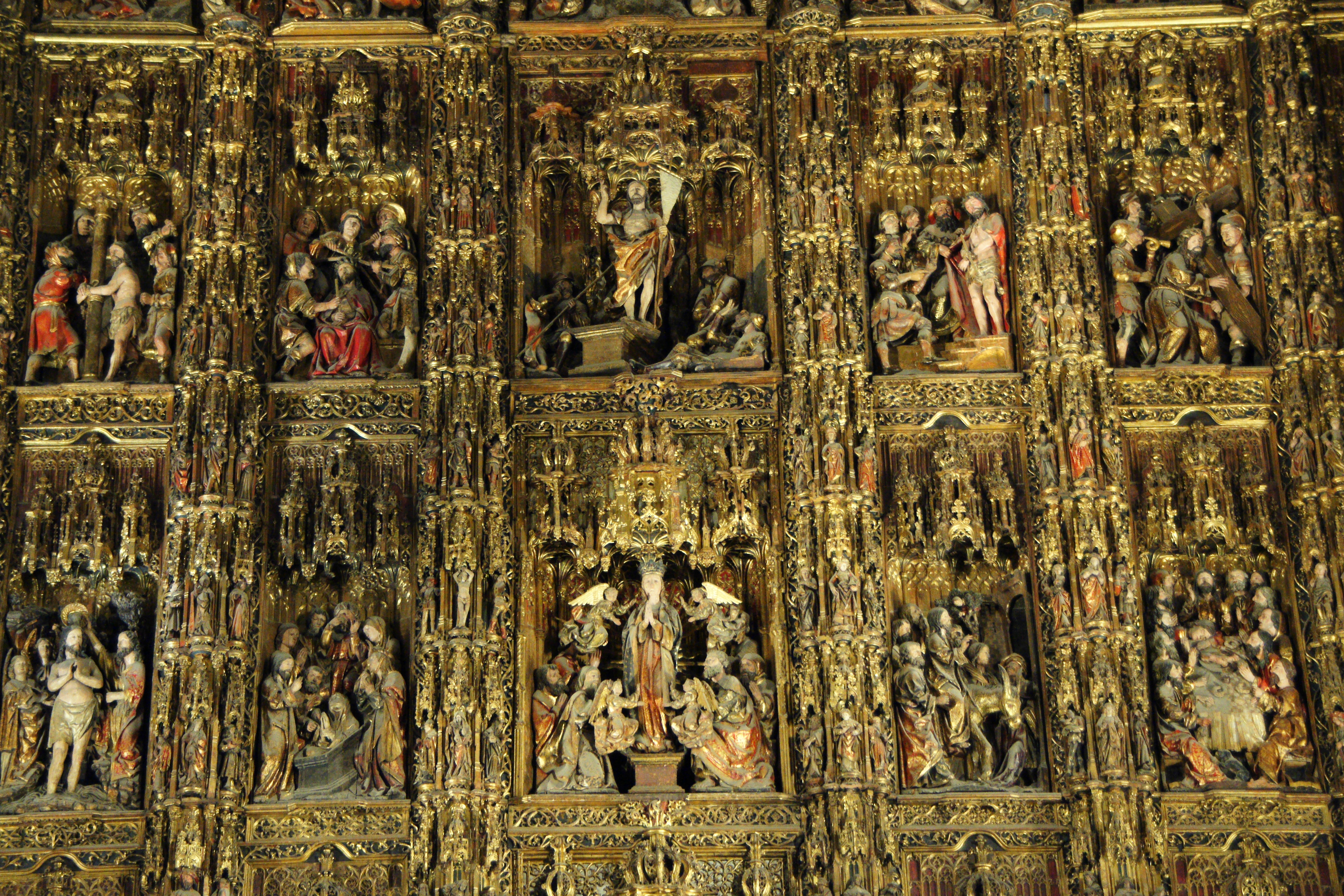
Détail du retable.

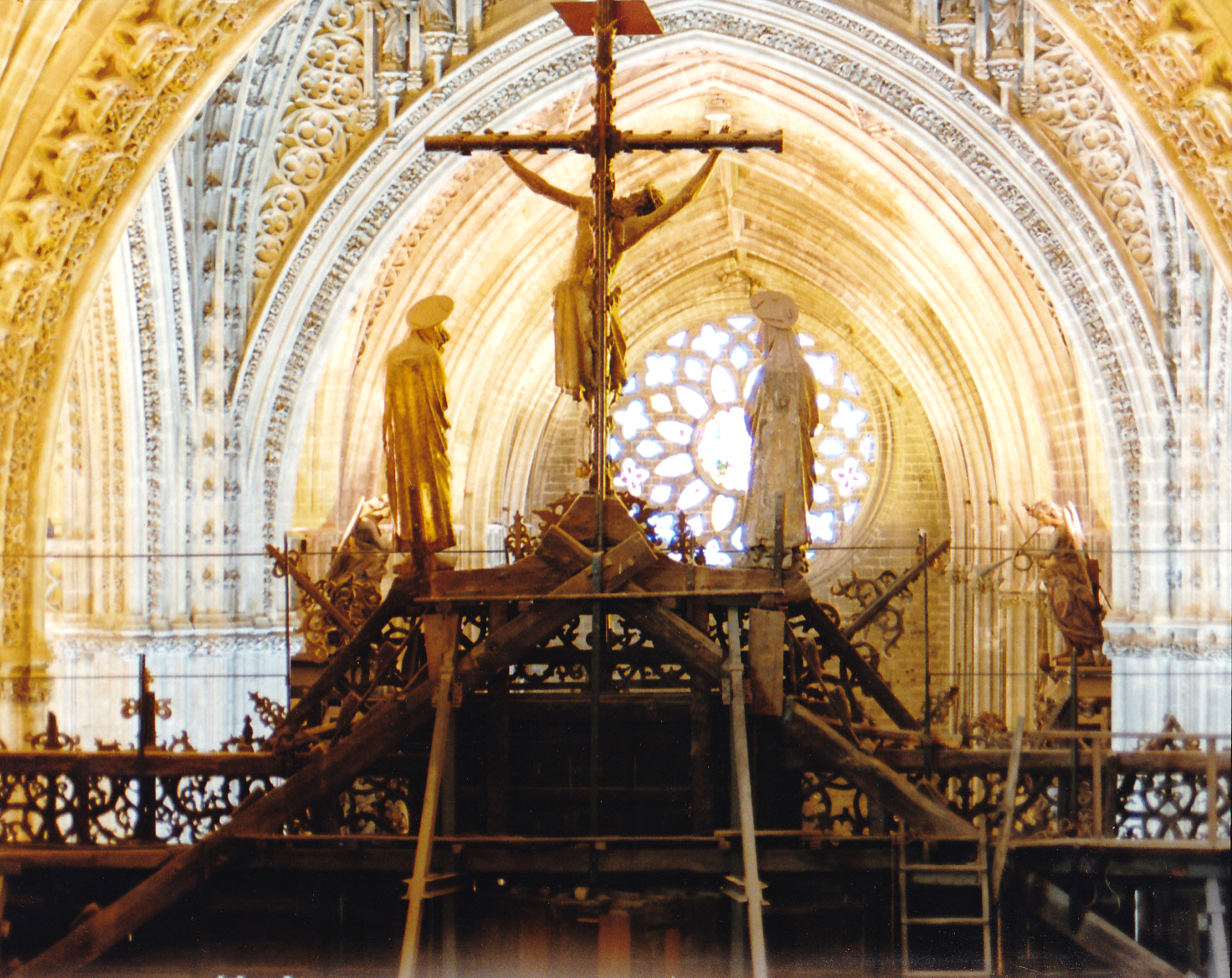
Détail du Calvaire qui couronne le retable.

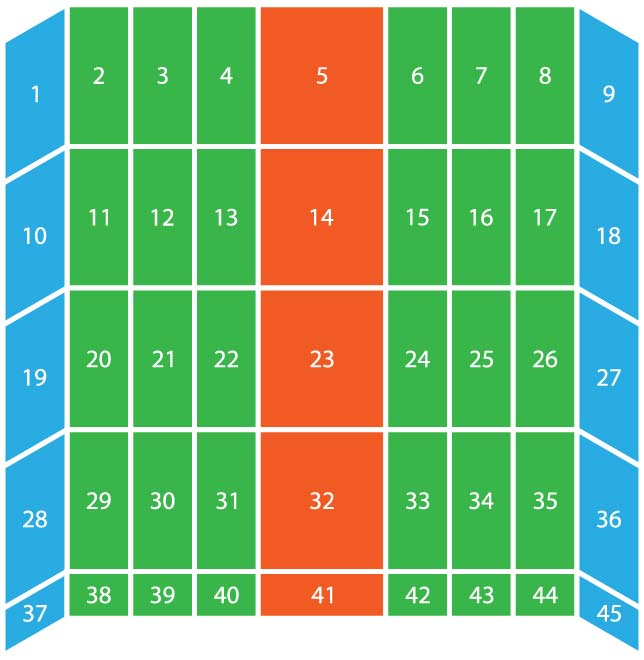
Distribution des scènes dans le retable.

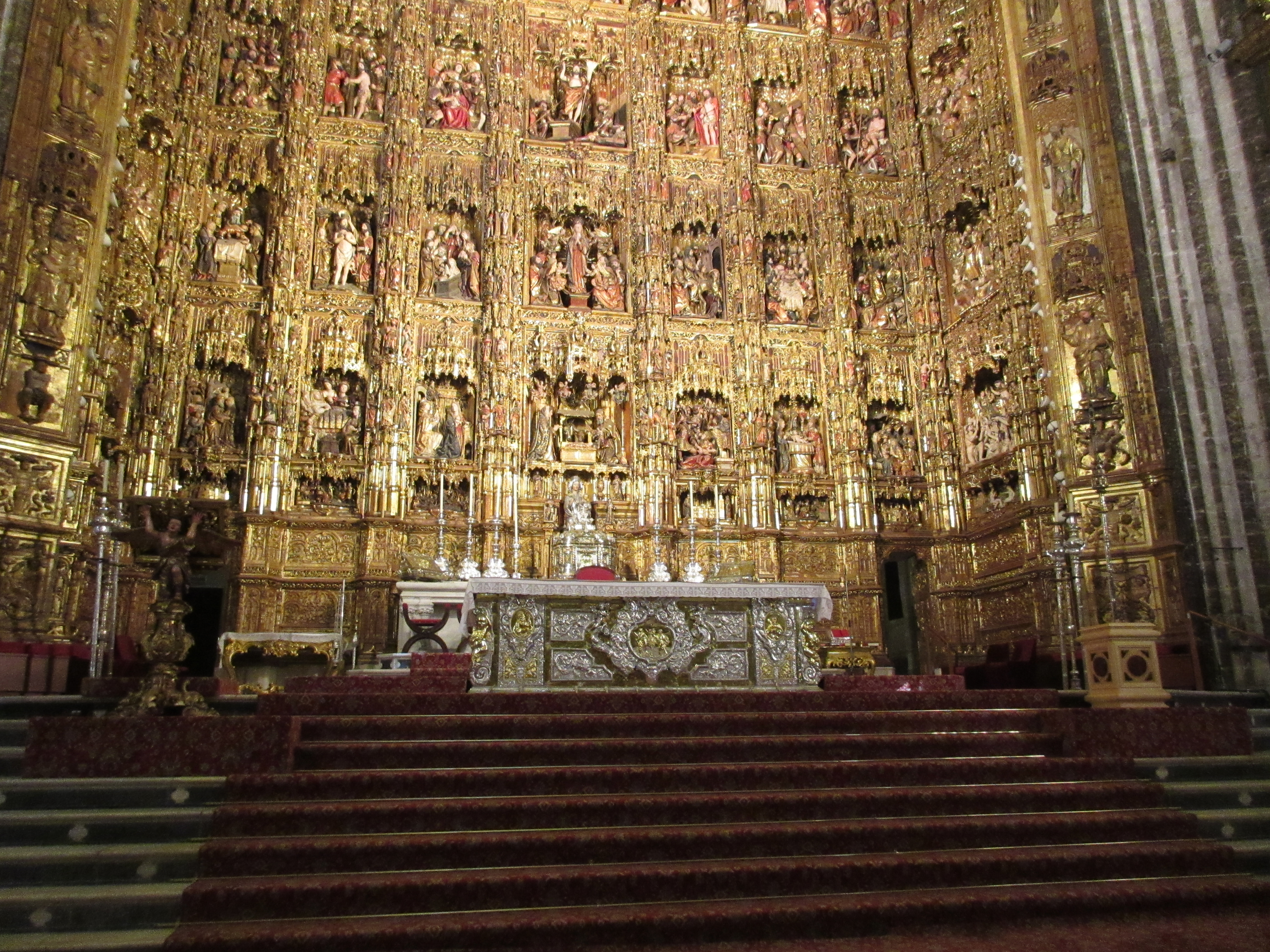
Partie inférieure du Retable majeur de la cathédrale de Séville.

À quelques exceptions près, les scènes qui sont représentées dans les 44 tableaux en haut relief sont tirées des évangiles et représentent les événements importants de la vie de Jésus-Christ.
- 1. Sainte Marie Madeleine oint de parfum les pieds de Jésus[5].
- 2. Mise au tombeau du Christ.
- 3. Les trois Marie au sépulcre.
- 4. Marie Madeleine aux pieds du Christ ressuscité.
- 5. Ascension du Christ.
- 6. Les Limbes.
- 7. Repas d'Emmaüs.
- 8. Descente de l'Esprit Saint à la Pentecôte.
- 9. Conversion de Saint Paul.
- 10. Transfiguration de Jésus.
- 11. Arrestation de Jésus.
- 12. Flagellation de Jésus.
- 13. Couronnement d'épines.
- 14. Résurrection du Christ.
- 15. Ecce homo.
- 16. Jésus chargé de sa croix marche au Calvaire.
- 17. Jésus dépouillé de ses vêtements.
- 18. L'expulsion des marchands du Temple.
- 19. Jésus parmi les docteurs.
- 20. Présentation de Jésus au Temple.
- 21. Baptême du Christ.
- 22. Résurrection de Lazare.
- 23. Assomption de la Vierge.
- 24. Entrée à Jérusalem.
- 25. La Cène.
- 26. Oraison au Mont des Oliviers.
- 27. Multiplication des pains.
- 28. Fuite en Égypte de la Sainte Famille.
- 29. Baiser de Saint Joachim et de Sainte Anne.
- 30. Nativité de Marie.
- 31. Annonciation.
- 32. Nativité.
- 33. Massacre des Innocents.
- 34. Circoncision de Jésus.
- 35. Adoration des mages.
- 36. Jugement dernier.
- 37. Création de la femme[5].
- 38. Séville vue de l'ouest.
- 39. Martyre des Saints Servando et Germán.
- 40. Martyre d'un saint.
- 41. Vue de la Cathédrale de Séville avec les Saints Isidore et Léandre.
- 42. Martyre d'un saint.
- 43. Vue méridionale de Séville avec les Saintes Juste et Rufina.
- 44. Le péché originel et l'expulsion du paradis[6].

## Galerie d'images

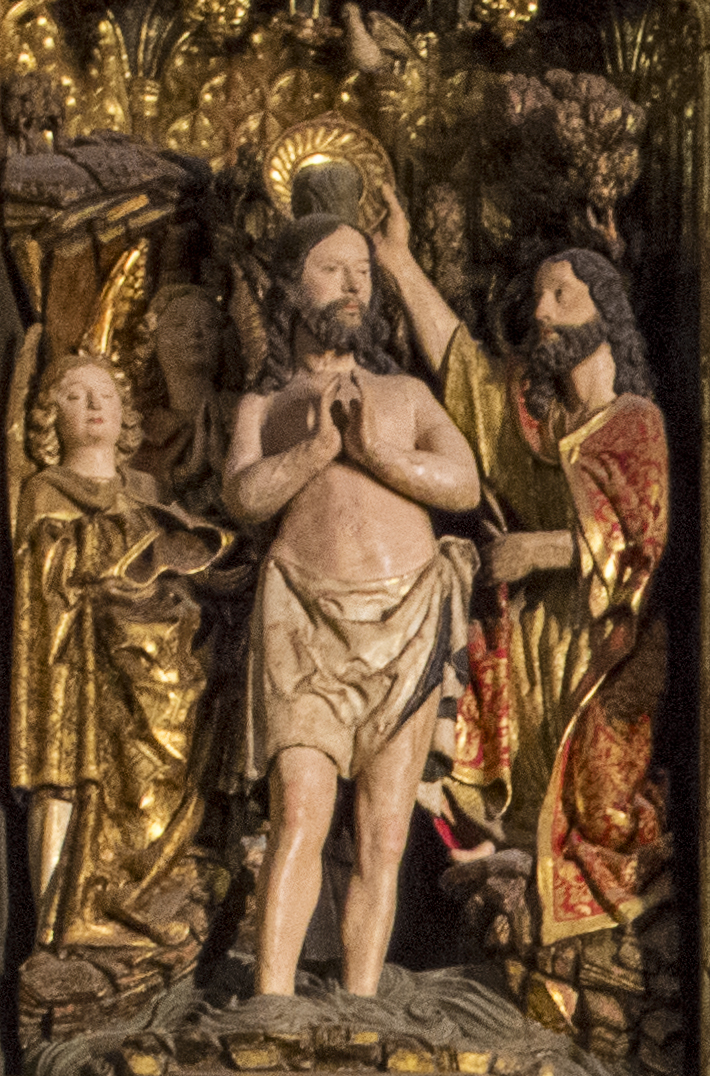
Le baptême du Christ (21)
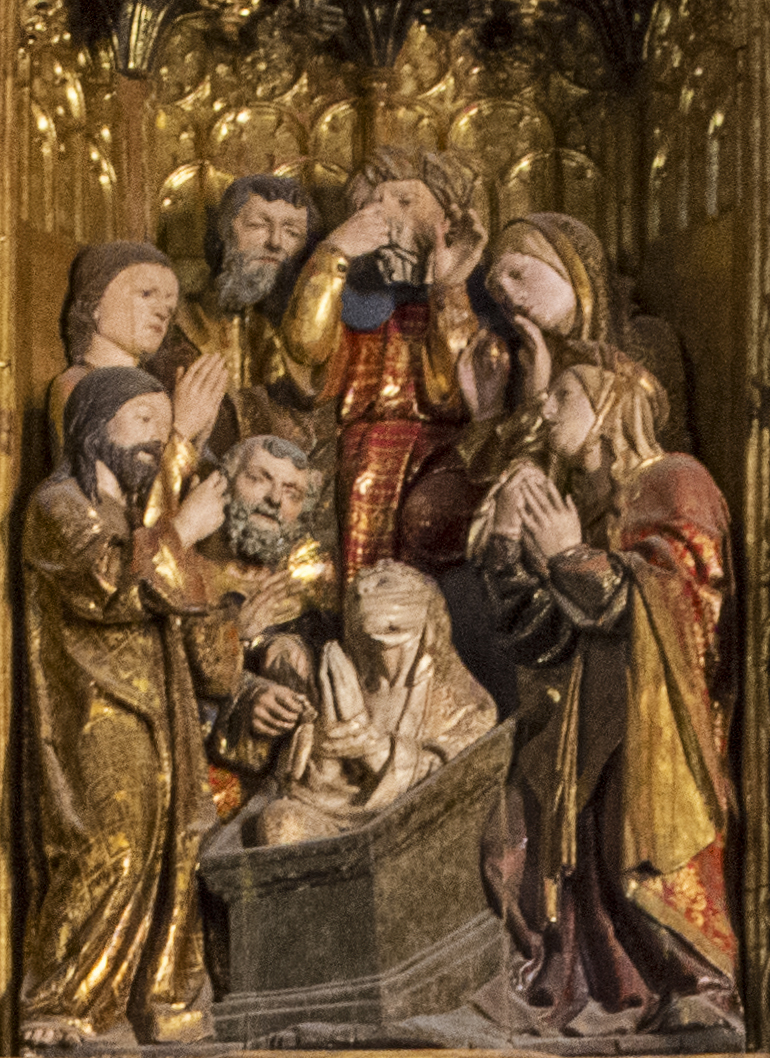
La résurrection de Lazare (22)
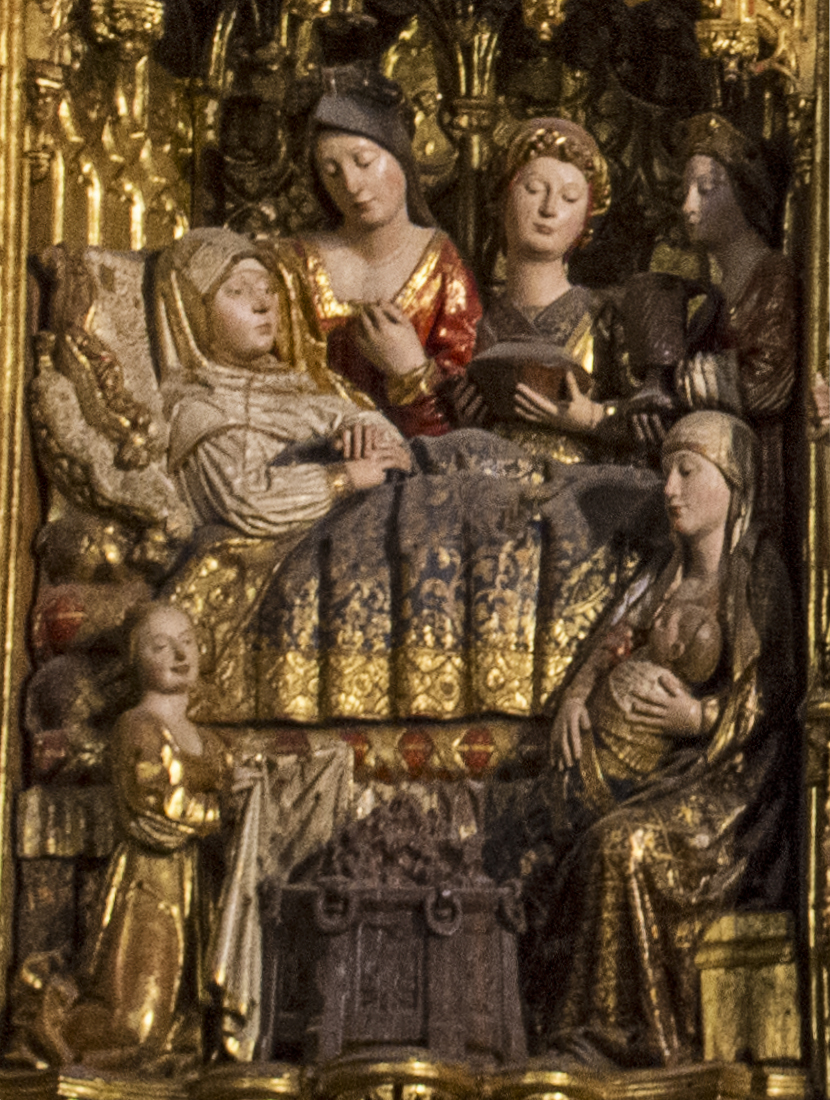
La naissance de la Vierge (30)
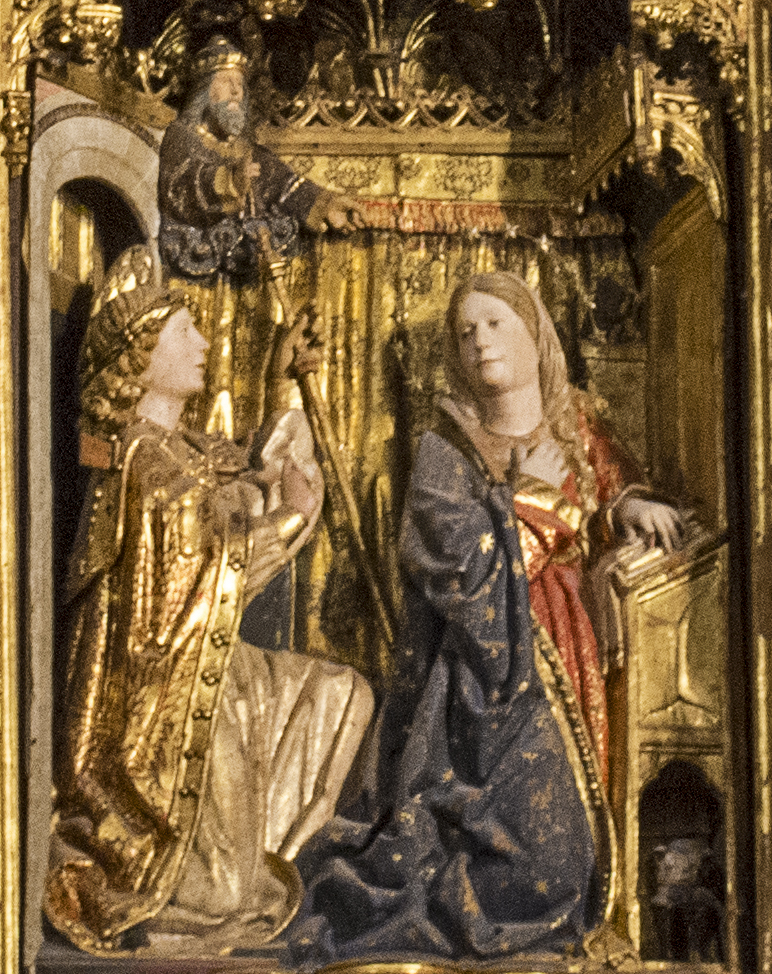
L'Annonciation (31)
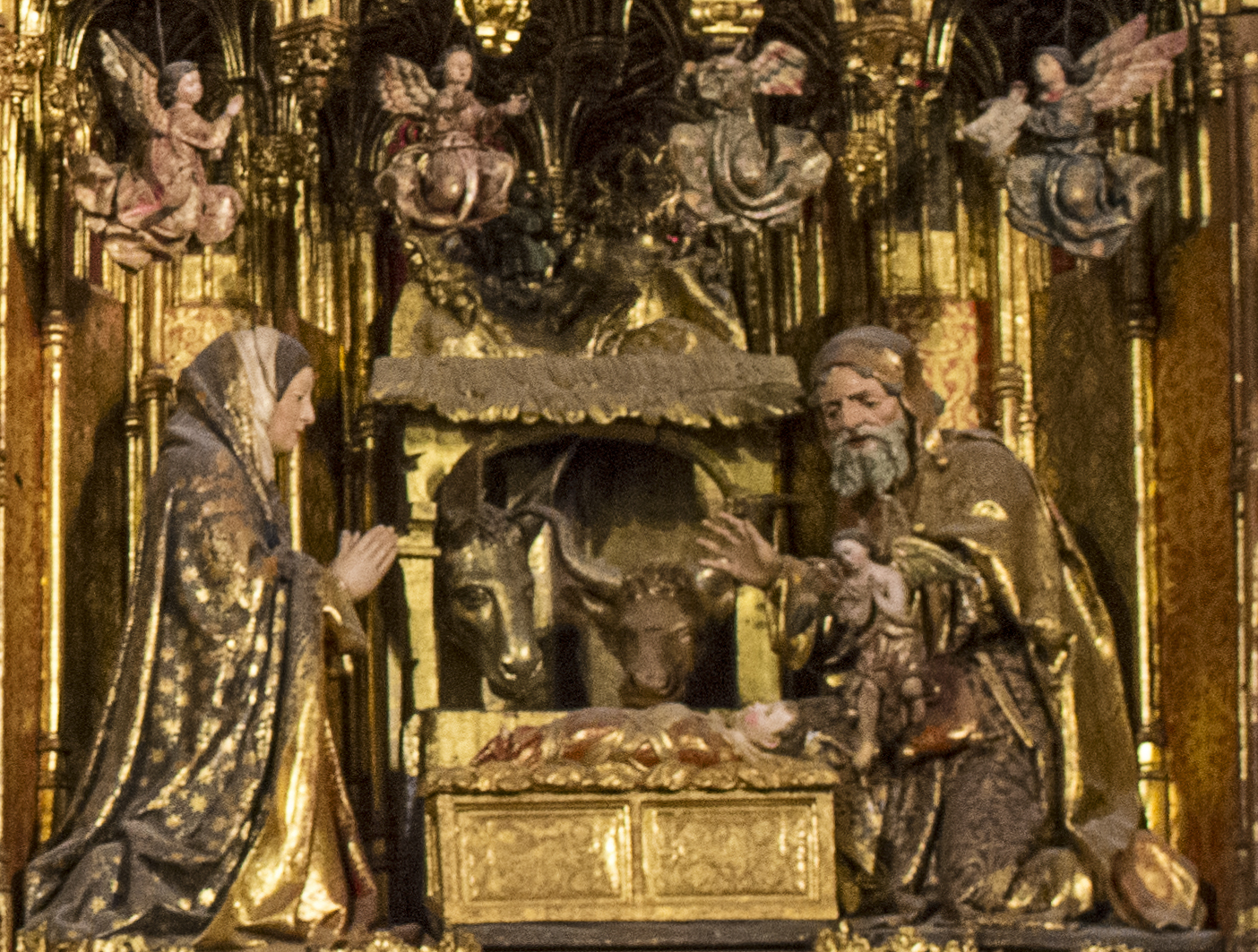
La naissance de Jésus (32)